# آلفرد قیصر
آلفرد قیصر (انگلیسی: Alfred Kaiser؛ زادهٔ ۶ ژوئن ۱۹۴۷) بازیکن فوتبال اهل فرانسه است.
از باشگاه‌هایی که در آن بازی کرده‌است می‌توان به باشگاه فوتبال لانس و باشگاه فوتبال پاریس اف سی اشاره کرد.